# Соколов Єфрем Овсійович
Єфрем Євсейович Соколов (25 квітня 1926, с. Ревячіно, Горецький район, Могильовська область, Білоруська РСР, СРСР — 5 квітня 2022) — білоруський радянський партійний діяч, 1-й секретар ЦК Комуністичної партії Білорусії з 1987 до 1990 року. Кандидат у члени ЦК КПРС у 1981—1986 роках. Член ЦК КПРС у 1986—1991 роках. Депутат Верховної Ради СРСР 10—11-го скликань. Народний депутат СРСР (1989—1991). Член Політбюро ЦК КПРС з 13 липня по 11 грудня 1990 року. Герой Соціалістичної Праці (18.04.1986).

## Біографія
Народився в білоруській селянській родині.
У 1944–1950 роках служив у Радянській Армії.
З 1950 року працював шофером машинно-тракторної станції (МТС).
Член КПРС з 1955 року.
У 1956 році закінчив Білоруську сільськогосподарську академію.
У 1956—1958 роках — головний агроном Плотницької МТС Столінського району, директор Дружиловицької МТС Івановського району, начальник Івановської районної сільгоспінспекції Брестської області.
У 1958—1961 роках — 2-й секретар Івановського районного комітету КП Білорусії Брестської області.
У 1961 році закінчив Вищу партійну школу при ЦК КПРС.
У 1961—1965 роках — 1-й секретар Урлютюбського районного комітету КП Казахстану Павлодарської області, парторг Павлодарського обкому КП Казахстану по Желєзинському територіальному виробничому колгоспно-радгоспному управлінні, секретар парткому Желєзинського виробничого колгоспно-радгоспного управління Павлодарської області.
У 1965—1967 роках — голова Брестського обласного комітету профспілок робітників і службовців сільського господарства та заготівель.
У 1967—1969 роках — 2-й секретар Івановського районного комітету КП Білорусії Брестської області.
З 1969 року в апараті ЦК Компартії Білорусії: в 1969—1975 роках — заступник завідувача, в 1975—1977 роках — завідувач сільськогосподарського відділу ЦК КП Білорусії.
З березня 1977 по лютий 1987 року — 1-й секретар Брестського обласного комітету КП Білорусії.
З 6 лютого 1987 по 28 листопада 1990 року — 1-й секретар Центрального Комітету Комуністичної партії Білорусії.
Народний депутат СРСР (1989–1991). У 1989—91 роках — член Верховної Ради СРСР. Депутат Верховної Ради СРСР (1979–1989), член Президії Верховної Ради СРСР (1987–1989).
З листопада 1990 року — персональний пенсіонер союзного значення в місті Мінську.
Очолював Раду Комуністичної партії Білорусі, був членом Білоруської республіканської Ради ветеранів війни та праці, Збройних Сил і правоохоронних органів.
Помер 5 квітня 2022 року.

## Нагороди
- Герой Соціалістичної Праці (18.04.1986)
- орден Леніна (18.04.1986)
- орден Жовтневої Революції (29.03.1978)
- три ордени Трудового Червоного Прапора (27.08.1971; 12.12.1973; 26.03.1982)
- Почесний громадянин Брестської області
- Наказом Міністерства юстиції Республіки Білорусь від 15 вересня 2006 року № 734лс за значний внесок у справу посилення правової державності Республіки Білорусь нагороджений нагрудним знаком Міністерства юстиції «Ганаровы работнік юстыцыі Беларусі».[4]